# Viceadmiraal

Rangonderscheidings-teken van een viceadmiraal bij de Koninklijke Marine (Nederland)

De viceadmiraal is de op een na hoogste rang bij NAVO-zeestrijdkrachten, in het algemeen direct onder de rang van admiraal. Hier voert Nederland een afwijkende titel; sedert 1956 functioneert de hoogste marineofficier in de rang van luitenant-admiraal. Dat verwijst naar de historie als zeevarende natie, toen deze rang als uniek Nederlands fenomeen ontstond. 
In de zeiltijd was de viceadmiraal tijdens zeeslagen de bevelvoerder van het voorste eskader, dat voor de hoofdmacht uitvoer en als eerste slaags raakte met de schepen van de tegenstander. De rang van admiraal werd in Nederland in 1573 afgeschaft naar aanleiding van het verraad van admiraal-generaal Maximiliaan graaf van Boussu, die commandant was van de vloot van de Spaanse Nederlanden. Daarna kwam de luitenant-admiraal in beeld, wat alles had te maken met de oprichting van de gewestelijke admiraliteiten. De titel admiraal kende Nederland sindsdien alleen in samenstellingen met luitenant of generaal. Zie de betreffende artikelen.
Hoewel de luitenant-admiraal (luitenant = plaatsvervanger) net als de viceadmiraal de plaatsvervanger was van de admiraal (of eigenlijk van de stadhouder die de rang had van admiraal-generaal), is deze bij de Nederlandse marine al sedert de 16e eeuw boven de viceadmiraal gesteld. Binnen de toenmalige Staatse vloot benoemde elke admiraliteit een eigen luitenant-admiraal en/of viceadmiraal.
De luitenant-admiraal is in Nederland equivalent aan een (viersterren)generaal bij land- en luchtmacht. De viceadmiraal is een driesterrenfunctie en equivalent aan luitenant-generaal bij land- en luchtmacht.